# Bach vom Heerstrut
Der Bach vom Heerstrut ist etwa ein Kilometer langer rechter und westlicher  Zufluss des Schafbaches im Westerwald.

## Geographie

### Verlauf
Der Bach vom Heerstrut entspringt in einem Waldgebiet nordwestlich von Halbs in drei Quellästen. 
Nach dem Zusammenfluss der Quellbäche fließt er zunächst in südöstlicher Richtung. Kurz bevor er den Wald verlässt, wendet er sich mehr nach Westen und fließt danach am Südrand des Waldes entlang. Auf seiner rechten Seite grenzt er an eine Wiese. Er lässt nun den Wald hinter sich und sein weiterer Weg führt durch eine Wiesen- und Felderlandschaft. Er wird dabei an seinen Ufern durch Bäume gesäumt. 
Kurze Zeit später mündet er schließlich in den Schafbach.

### Flusssystem Elbbach
- Fließgewässer im Flusssystem Elbbach